# Ctenotus saxatilis
Ctenotus saxatilis este o specie de șopârle din genul Ctenotus, familia Scincidae, descrisă de Storr 1970. Conform Catalogue of Life specia Ctenotus saxatilis nu are subspecii cunoscute.